# Intet set, intet hørt, intet gjort
Intet set, intet hørt, intet gjort er en dansk kortfilm fra 2007 med instruktion og manuskript af Karen Balle.

## Handling
Julie passer sig selv og sit arbejde. Hun blander sig ikke i hvad andre gør og ser helst heller ikke, at andre blander sig i hendes liv. Men en dag sker noget, der ændrer Julies ellers faste rutine, og hun må hente hjælp udefra. Og når freden forstyrres, er hjælpen nærmest, eller er den?